# Trematophoma lignicola
Trematophoma lignicola är en svampart som beskrevs av Petr. 1924. Trematophoma lignicola ingår i släktet Trematophoma, divisionen sporsäcksvampar och riket svampar.   Inga underarter finns listade i Catalogue of Life.